# Campo de O'Donnell
El Campo de O'Donnell fue un antiguo estadio de fútbol utilizado por el Atlético de Madrid entre 1913 y 1923. Se encontraba situado en la manzana que forman las calles de O'Donnell (por cuyos desmontes se encontraba la entrada), Narváez (entonces sin urbanizar), Lope de Rueda y Menorca (además de atravesar Doctor Castelo) en las proximidades del entonces conocido como Camino Bajo de Vicálvaro.

## Historia
El Atlético de Madrid, desde su fundación en 1903 había estado ocupando un terreno en el Campo del Retiro, cerca del parque. Debido al auge del fútbol en España durante las primeras décadas del siglo XX, el club buscó un nuevo emplazamiento para desarrollar sus actividades a instancias de su presidente Julián Ruete. A finales de 1912, comenzaron las obras. El proyecto se llevó a cabo gracias a la aportación económica de Manuel Rodríguez Arzuaga, mecenas del club, que puso 30.000 pesetas (que por entonces suponían una fortuna) para acondicionar el terreno y pagar por los 600 metros lineales de madera que se emplearon en el vallado ya que las aportaciones de los socios resultaron insuficientes. La gestión del socio Federico Linnoe también fue importante ya que adquirió las vallas de madera a un buen precio. El Campo de O'Donnell fue pionero ya que fue el primero en instalar vallas lo que permitió el inicio de la venta de entradas para generar ingresos, que el anterior campo del Retiro no tenía. La instalación del vallado corrió a cargo de los socios y jugadores del club. Contaba con un terreno de tierra dura y arcillosa sin desniveles. 
El nuevo estadio fue inaugurado el 9 de febrero de 1913 con un partido ante el Athletic Club a las 15:30, con victoria del conjunto vizcaíno por 0-4. El equipo madrileño, para distinguirse de su rival, vistió con la camiseta blanquinegra que le prestó la Real Sociedad Gimnástica Española. Luis Cortadi, José María Belauste y Pichichi (por partida doble) marcaron para los vascos.
Este estadio se convirtió en el de mayor capacidad de la capital de España con capacidad para 10.000 espectadores. En 1915 albergó la final de la primera Copa del Príncipe de Asturias de fútbol. Además, fue el primer estadio de Madrid en albergar un partido internacional, en 1921, entre España y Portugal. Las instalaciones contaban además con pistas de tenis y se practicaban otros deportes como atletismo, hockey, rugby y béisbol. Además, junto al campo se construyeron unas pistas de tenis. En el lateral de Lope de Rueda estaba situada la tribuna presidencial y la caseta de vestuarios, duchas y servicios.
Se da la circunstancia de que el Real Madrid, eterno rival del Atlético, inauguró un mes antes el Estadio de O'Donnell, situado apenas a unos 100 metros más al norte en la misma calle.
El 8 de abril de 1923 se disputó el último partido, de carácter amistoso, contra el F.K. Viktoria Žižkov checoslovaco que finalizó en empate a 2-2. Los goles fueron obra de Monchín Triana y Joaquín Ortiz por parte rojiblanca y Mares y Galenek marcaron para el conjunto visitante, siendo este último el autor del último gol en la historia del campo.
Posteriormente, ante el gran aumento en el número de aficionados, el presidente Julián Ruete decide trasladar al equipo rojiblanco al Estadio Metropolitano, un campo más moderno y el primero con terreno de juego de césped en la historia del club. Sin embargo, lo hizo en régimen de alquiler.

## Partidos internacionales
| Fecha      | Equipo | Equipo   | Resultado |
| ---------- | ------ | -------- | --------- |
| 18/12/1921 | España | Portugal | 3 - 1     |